# AS Port-Louis 2000
AS Port-Louis 2000 is een Mauritiaanse voetbalclub uit de hoofdstad Port Louis. De club ontstond in 2000 na een fusie tussen Century Welfare Association en Roche Bois Boy Scouts/St. Martin United.

## Erelijst
Landskampioen
2002, 2003, 2004, 2005, 2011, 2016
Beker van Mauritius
2002, 2005
Mauritian Republic Cup
2004, 2005